# Casa Mir (Vilanova i la Geltrú)
La Casa Mir és un monument del municipi de Vilanova i la Geltrú (Garraf) protegit com a bé cultural d'interès local.

## Descripció
Edifici entre mitgeres, de grans dimensions, que fa cantonada entre els carrers de Sant Josep i el de Joaquim Mir. És de planta rectangular i consta de planta baixa i dos pisos. La coberta és plana. La façana principal, de composició simètrica, presenta a la planta baixa portes d'arc escarser. La resta d'obertures són allindanades. Al primer pis hi ha tres balcons, el central de més volada. Al pis superior també hi ha tres balcons però de dimensions inferiors. El coronament se soluciona amb cornisa i barana d'obra, substituïda en el cos central per un element motllurat inspirat en el frontó clàssic, on figura la data del 1869. A ambdós costats hi ha florons. La façana lateral és més senzilla on a l'extrem hi ha una pèrgola amb arcs de mig punt. Bona part dels elements de la façana són d'inspiració exòtica, característica romàntica que se superposa a l'estil neoclàssic predominant.

## Història
Cal Mir data de l'any 1869 segons consta en la inscripció del coronament de la façana principal. L'edifici s'inscriu en les característiques del neoclassicisme arquitectònic, tot i que amb el pas del temps se li han anat incorporant elements propis d'altres estils, com per exemple el jardí romàntic o la pèrgola noucentista realitzada el 1929. En aquesta darrera data, el propietari de la finca, el pintor Joaquim Mir va fer una sol·licitud de permís per realitzar obres al jardí, sota la direcció de l'arquitecte municipal J.M. Miró i Guibernau. El 1933 el mateix propietari va fer una nova sol·licitud per a poder realitzar algunes modificacions.
La casa va ser la residència vilanovina del pintor Mir durant molts anys, i posteriorment de la seva vídua. En el 1986 era seu del sindicat Unió General de Treballadors.